# Grotołaz

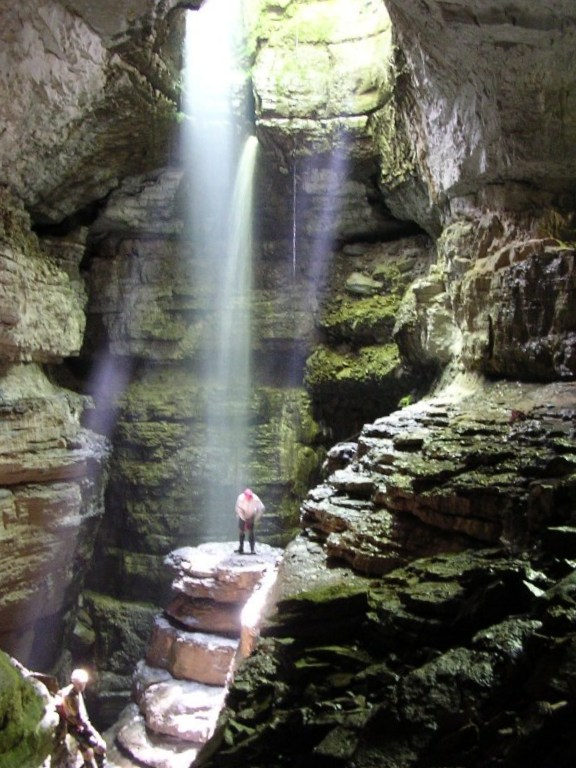
Grotołaz (speleolog) w grocie w Alabamie

Grotołaz – nazwa określająca kogoś zajmującego się turystyczną lub sportową eksploracją jaskiń
W Polsce część grotołazów jest także taternikami jaskiniowymi, są to osoby posiadają specjalne uprawnienia do eksploracji, niedostępnych dla turystów jaskiń, głównie na terenie Tatrzańskiego Parku Narodowego.
Niekiedy mylnie mianem grotołaza określa się też speleologa, tymczasem speleolog jest naukowcem zajmującym się badaniem jaskiń, który może, lecz nie musi być grotołazem.